# どきんちょ!ネムリン
『どきんちょ!ネムリン』は、1984年9月2日から1985年3月31日までフジテレビ系で全31話が放送された特撮テレビ番組で、東映不思議コメディーシリーズの第4作目にあたる。

## 概要
『ペットントン』に続く異生物をメインキャラクターとした作品。シリーズで初めて少女が主人公となっており、少女漫画を思わせる作風となっている。
ネムリンの造型は着ぐるみではなくワイヤーワークによるパペット操演で表現され、前作では再現しきれなかった石森のキャラクターデザインに忠実な姿となっている。当初は表情が硬かったが、徐々に造型やワイヤーワークが改良され喜怒哀楽を表現できるようになっていった。
企画初期のタイトルは『ねむねむネムリン』。
メインライターの浦沢義雄は、前作に続き全話執筆するつもりであったが、終盤は担当していない。最終回は坂本太郎監督が台本をかなり直したという。
脚本家の井上敏樹は、本作品で初めて特撮作品の脚本を担当した。井上は、東映プロデューサーの平山亨が井上の父である脚本家の伊上勝と親交があったことから、井上がデビューしたことを知って起用したのだろうと述べている。
本作品は好評を博していたが、当時としては比較的短期間の7か月で放送を終了している。これは、スポンサーの玩具メーカーがネムリン人形の増産に乗り出したものの、工場の手配ができずに計画が頓挫し、利益を見込めない番組の継続は難しいと判断したためである。

## あらすじ
ごく普通の小学生の少女、大岩マコがある晩に見た夢がきっかけで、8億年の眠りから覚めた「ネムリン」「ビビアン」「モンロー」の3人の妖精が大岩家に住み着いて、シュールな騒動を引き起こす。

## 登場キャラクター

### 妖精
ネムリン
8億年の眠りから覚めた前文明の妖精の女王。1日12時間眠る体質でよく居眠りをしている。基本的に男言葉で喋る。語尾に「チョ」を付けることも多い。
肌身離さず身に付けている角笛は、無生物を覚醒させ（無生物も意識を持っており、動かないのは眠っているから、という理論）、触覚からは何でも出現させ（無から作り出すことも、遠くの物を取り寄せることも可）、おまじない石はどんな願いもかなえられる（ただし、絶対に望んだ形でかなえられることはない）。16話や24話のように、夢の中での出来事を現実であるかのように回想して訓話のように話すことがある。
ビビアン
ネムリンのお供。コウモリの妖精。女言葉で喋る。空は飛べない。ネムリンからはいつも苛められ、大岩家の家族に使われっぱなし。序盤は2頭身のぬいぐるみで登場し、ネムリンの角笛で覚醒する描写があったが、後半はほぼ等身大のままで登場していた。
モンロー
ネムリンのお供。大柄な岩の妖精で、怪力の持ち主。何でも食べてしまう。不幸をもたらす石を持っており、騒動を巻き起こす。必殺技は「モンロー超特急便」。「おら、しらねぇ」が口癖。序盤は2頭身のぬいぐるみで登場し、ネムリンの角笛で覚醒する描写があったが、後半はほぼ等身大のままで登場していた。後に中山と付き合うことになる。

### 大岩家
大岩 マコ
小学4年生の少女でO型。振られたアキラの写真を燃やしたのがきっかけで、その晩の夢の中でネムリンを呼び覚ました。素直で純粋な女の子らしい性格で、大岩家では最年少でありながら一番の常識人であるため、マコが事件の発端となることは少ない。兄の友人である中山をはじめとする人々に好意を抱かれている。ネムリンとは寝る時も一緒で非常に仲が良い。寝相が悪く、それをビビアンに言いふらされてしまったこともある。兄である玉三郎の奇行には迷惑しているものの、多少は妹として気にかけている。
大岩 玉三郎
小学6年生の太っちょの少年で、マコの兄。身の程知らずというか変人で、アイドル志望で堀越学園（フィクションの中等部）入学を目指している（入学すれば即アイドルになれると思っている）。しかし自己客観性が皆無のため、堀越に入れるだけの学力や芸はなく、後半で入学試験を受けるものの不合格となった。女装癖持ち。「堀越へ入ろう～」などという怪しい自作の歌（正式なタイトルは『夢のサクセススクール』）を歌う。同曲はこおろぎ'73が歌ったものがレコード・CD化されている。
大岩 サチコ
30歳。玉三郎とマコの母親、専業主婦で常識人。しょっちゅう騒動を引き起こす息子を持つだけでも大変なのに、さらに騒動を持ち込む居候が増えて気苦労が絶えない。しかし、ママ自身も変な妄想にふけったり、おかしな白昼夢をみたりする、相当な変わり者である。パパとはラブラブで夫婦仲は良いが、玉三郎のことで思い悩み、離婚してお見合いをする寸前まで行ってしまったこともある。
大岩 ヨウスケ
35歳。大岩家の大黒柱で、ママの尻に敷かれ気味ではあるが、マコからは頼りにされている。常識外れな居候に癇癪を起こすこともあるが、ネムリンたちには好意的。玉三郎のアイドルになりたいという夢に対しても、ママとは逆に一定の理解を示しているが、そのためママと意見が衝突することもしばしばで、そのたびに婿養子であることを持ちだされて参っている。しかし夫婦仲は良好で、概ね「仲良し家族」である。

### その他
中山
玉三郎の親友。Yシャツとスーツに蝶ネクタイという格好が基本で眼鏡をかけており、読書熱心で聡明に見えるが頭は悪い。友達の妹であるマコに好意を抱いていて、アプローチをかけている。しかし後半では中山に惚れたモンローと両思いになり付き合うこととなった。
マサト
牛乳屋の青年。演じる高木は、前作ペットントンと前々作バッテンロボ丸のスーツアクターを務めた。
寝不足怪人イビキ
セミレギュラーのネムリンの敵ともいえる変な怪人。世界中を睡眠不足にする野望のため、邪魔なネムリンを倒そうとしている。虫歯菌のような姿で、毎回新しい発明品を作りネムリンに襲い掛かる。口からいびきを実体化（ガォーと書いたふきだしのカタマリ「イビキミサイル」や「イビキスペシャル・イビキ文字弾」と呼ぶ）したりする。テーマ曲まであり自ら歌う。
初登場となった第4話では、人間の夢の中に寄生して、宿主に酷いイビキをかかせて睡眠不足にする「寝不足寄生虫イビキ」という設定であった。
- 演じた佐藤は、一人で人形相手に立ちまわるのに苦労したという。

タイムスリップおじさん
セミレギュラー、常に時間と空間の中を旅する「超越者」である初老のおじさん。登場当初はネムリンをシンデレラとして異世界に連れて行き、城の召使としてこき使おうとしたが、それ以降はマコの歌のレッスンの先生としてベートーベンを連れてきたりとネムリンたちに協力的になった。中世ヨーロッパの王子様（ピエロ？）のような姿で、専用のテーマ曲「タイムスリップおじさん」に乗って踊りながら登場する。「イナイイナイイナイ～イナイッ！」の呪文でかき消すようにタイムスリップする。

## キャスト
- 大岩サチコ - 東啓子
- 大岩ヨウスケ - 福原一臣
- 大岩マコ - 内田さゆり
- 大岩玉三郎 - 飛高政幸
- 中山 - 岩国誠
- マサト - 高木政人
- 寝不足怪人イビキ - 佐藤正宏
- タイムスリップおじさん - 奥村公延

### 声の出演
- ネムリン - 室井深雪
- ビビアン - 八奈見乗児
- モンロー - 田中康郎

### スーツアクター
- ビビアン - 山崎清
- モンロー - 石塚信之

## スタッフ
- 企画 - 前田和也（フジテレビ）、木村京太郎（読売広告社）、平山亨（東映）
- 原作 - 石森章太郎
- 連載 - なかよしデラックス、テレビランド、テレビマガジン、たのしい幼稚園、おともだち、ディズニーランド
- 脚本 - 浦沢義雄、寺田憲史、井上敏樹
- 音楽 - 藤本敦夫
- プロデューサー - 遠藤龍之介（フジテレビ）、植田泰治、西村政行（東映）
- 撮影 - 林迪雄（J・S・C）、大村日出男
- 照明 - 大須賀国男、上原福松、関口弥太郎、大森康次
- 美術 - 北郷久典、安井丸男
- 助監督 - 大井利夫、大竹真二、近藤杉雄、笠倉隆、河田章
- 録音 - 上出栄二郎、川島一郎
- 編集 - 水間正勝、樽本恵子、河合利江子
- 選曲 - 秋本彰
- 効果 - 原田千昭、柳谷敏典
- 記録 - 森美禮、渋谷康子、山下千鶴
- 撮影助手 - 大沢信吾、茂呂高志、阿部昌弘
- 照明助手 - 大森康次、森野茂樹、馬場伸人
- 装置 - 金子光夫
- 装飾 - 高橋純一、青木宏、橋本俊雄、諸岡秀一
- 衣裳 - 東京衣裳
- 美粧 - 佐藤泰子
- 人形操作 - スタジオ・ノーバ（塚越寿美子、田谷真理子、日向恵子）
- 資料担当 - 青柳誠
- 現像 - 東映化学
- 造型協力 - レインボー造型企画
- 協力 - 那須ロイヤルホテル
- 進行 - 藤沢克則、高岡博彦、富田幸弘
- 制作デスク - 田辺史子
- 制作担当 - 鈴木勝政、大櫛敬介
- 監督 - 田中秀夫、岡本明久、坂本太郎、大井利夫、加藤盟、佐伯孚治、大竹真二
- 制作 - フジテレビ、東映、読売広告社（ノンクレジット）

## 主題歌
OP
「ぴんく、ピンク、PINK!」
作詞 - 冬杜花代子 / 作曲 - 本間勇輔 / 編曲 - 松井忠重 / 唄 - 山野さと子
ED
「睡眠エネルギー」
作詞 - 佐藤ありす / 作曲 - 加瀬邦彦 / 編曲 - 松井忠重 / 唄 - 山野さと子

## 劇中歌
「ストップ・ザ・ネムリン」
歌 - 室井深雪 （20・24・25話）
「夢のサクセススクール」
歌 - 飛高政幸 （20・23・26話）、こおろぎ'73（24話）
「タイムスリップおじさん」
歌 - 山野さと子 （25話）
「寝不足怪人イビキ」
歌 - 本間勇輔 / セリフ - 佐藤正宏 （27話）
すべて作詞 - 浦沢義雄 / 作曲・編曲 - 本間勇輔

## 放送日程
| 放送日         | 話数 | サブタイトル           | ゲストキャラクター | 脚本           | 監督     |
| -------------- | ---- | ---------------------- | --- | -------------- | -------- |
| 1984年09月02日 | 1    | おはよう8億年の眠り    | - 中山（岩国誠） - アキラ（飯村隆志） - アキラのガールフレンド（田中恵里子） | 浦沢義雄       | 田中秀夫 |
| 9月09日        | 2    | 起きろ玉三郎の脳みそ   | - 警察官（奥村公延） - 酔っぱらい（山崎猛） | 浦沢義雄       | 田中秀夫 |
| 9月16日        | 3    | 不思議なブローチ       | - 中山（岩国誠） - 牛乳屋のマサト（高木政人） - ハンバーガーショップ店員（吉村よう） - （松山薫・金在勝利・秦映花・大久保芳和・砂子祐輝・大島和徳）                                  | 浦沢義雄       | 岡本明久 |
| 9月23日        | 4    | 寝不足おじさん         | - 寝不足おじさん/寝不足寄生虫イビキ（佐藤正宏） - （設楽雅恵） | 浦沢義雄       | 岡本明久 |
| 9月30日        | 5    | アキカン怪物の大逆襲   | - 牛乳屋のマサト（高木政人） - マサトのガールフレンド（椎名千秋） - アキカン怪物の声（丸山詠二）                                                                                     | 浦沢義雄       | 坂本太郎 |
| 10月07日       | 6    | ネクラな人は大嫌い!    | - 中山（岩国誠） - トオル（瀬田義久） - 道路工事員（岡本圭之輔） - 郵便配達員（内田修司）                                                                                            | 浦沢義雄       | 坂本太郎 |
| 10月14日       | 7    | 必殺!イビキスプレー    | - 寝不足怪人イビキ（佐藤正宏） - 牛乳屋のマサト（高木政人） - 僧侶（たこ八郎） | 浦沢義雄       | 田中秀夫 |
| 10月21日       | 8    | 恐怖のお見合い騒動!    | - マコのおばあちゃん（塩沢とき） - 中山（岩国誠） - 牛乳屋のマサト（高木政人） | 浦沢義雄       | 田中秀夫 |
| 10月28日       | 9    | マコの(秘)スキャンダル | - 牛乳屋のマサト（高木政人） - 警察官（井上智昭） - 八百屋（木村修） - 中山（岩国誠） - 少年（槙浩、長谷川真仁）                                                                     | 浦沢義雄       | 大井利夫 |
| 11月04日       | 10   | バス停くん田舎へ帰る   | - バス会社の人（高橋等） - バス停（声・上田敏也） - 主婦（金子勝美、本庄和子） - トラックの運転手（富田誠） - 中山（岩国誠） - ご近所の旦那さん（山浦栄） - ご近所の奥さん（山本緑） | 浦沢義雄       | 大井利夫 |
| 11月11日       | 11   | 盗まれた魔法の角笛     | | 浦沢義雄       | 坂本太郎 |
| 11月18日       | 12   | 返してよ!オレの夢      | - コンピューターの声（向殿あさみ） | 浦沢義雄       | 坂本太郎 |
| 11月25日       | 13   | 男はつらいよ!玉三郎    | - 学生（山崎清・二役） - 中山（岩国誠） - 牛乳屋のマサト（高木政人） - 医者（石塚信之）                                                                                              | 浦沢義雄       | 加藤盟   |
| 12月02日       | 14   | 爆笑!タイムスリップ    | - タイムスリップおじさん（奥村公延） | 浦沢義雄       | 加藤盟   |
| 12月09日       | 15   | 戦え寝不足怪人イビキ   | - 寝不足怪人イビキ（佐藤正宏） - 牛乳屋のマサト（高木政人） - お巡りさん（井上智昭） - 僧侶（たこ八郎）                                                                              | 浦沢義雄       | 岡本明久 |
| 12月16日       | 16   | 肉まん・アイス大戦争   | - 肉まん（声・神山卓三） - アイスクリーム（声・横尾三郎） | 浦沢義雄       | 岡本明久 |
| 12月23日       | 17   | サンタ・一発大勝負!!   | - サンタクロース（でんでん） - タイムスリップおじさん（奥村公延） | 浦沢義雄       | 田中秀夫 |
| 12月30日       | 18   | さすらいの除夜の鐘     | - 和尚（坂本あきら） - 鐘（声：飯塚昭三） | 浦沢義雄       | 田中秀夫 |
| 1985年01月06日 | 19   | 激突!イビキミサイル    | - 寝不足怪人イビキ（佐藤正宏） - 土木作業員（岡田勝） - おでん屋（高杉哲平） | 浦沢義雄       | 坂本太郎 |
| 1月13日        | 20   | モンローの純愛物語     | - 中山（岩国誠） - 美容師（石田沙織） | 浦沢義雄       | 坂本太郎 |
| 1月20日        | 21   | アッパレ桃太郎         | | 浦沢義雄       | 坂本太郎 |
| 1月27日        | 22   | 大逆転!パパとママ      | | 浦沢義雄       | 坂本太郎 |
| 2月03日        | 23   | 受験生の敵!バーカ      | - 寝不足怪人イビキ（佐藤正宏） - バーカ（山崎清） - キョウコ（石田沙織） - 警官（井上智昭）                                                                                          | 浦沢義雄       | 佐伯孚治 |
| 2月10日        | 24   | 燃えろ!タコ焼きの青春  | - 中山（岩国誠） - キョウコ（石田沙織） - タコ（声・阿部渡） | 浦沢義雄       | 佐伯孚治 |
| 2月17日        | 25   | 出た!ベートベン        | - タイムスリップおじさん（奥村公延） - ベートーベン（市川勇） - リエ（鈴木明子） - 魚屋（山本緑） - （小山昌幸）                                                                     | 浦沢義雄       | 坂本太郎 |
| 2月24日        | 26   | アイドルDJ!玉三郎      | - 中山（岩国誠） | 浦沢義雄       | 坂本太郎 |
| 3月03日        | 27   | イビキのガイコツ作戦   | - 寝不足怪人イビキ（佐藤正宏） - ガイコツ（声・島田彰） | 浦沢義雄       | 大井利夫 |
| 3月10日        | 28   | 決定!?街の大スター     | - 助監督（チャップ） - 監督（興松剛） - 中山（岩国誠） - （振り付 立花香利） | 寺田憲史       | 大井利夫 |
| 3月17日        | 29   | ママは恋のライバル     | - ケン太（谷村隆之） - マザゴン（村松利史） - 中山（岩国誠） | 井上敏樹       | 坂本太郎 |
| 3月24日        | 30   | アイドル故郷へ帰る?!   | - タイムスリップおじさん（奥村公延） - 中山（岩国誠） | 寺田憲史       | 坂本太郎 |
| 3月31日        | 31   | さよなら愛の妖精       | 総集編 | 大竹真二(構成) | 大竹真二 |

## 視聴率
- 最高視聴率：18.2%「第24話」（東映不思議コメディーシリーズ歴代7位）

ビデオリサーチ調べ、関東地区

## ネット局
- フジテレビ：日曜 9:00 - 9:30
- 北海道文化放送：日曜 9:00 - 9:30[11]
- 仙台放送：木曜 16:00 - 16:30[12]
- 福島テレビ：水曜 17:30 - 18:00[12]
- 新潟総合テレビ：日曜 9:00 - 9:30[13]
- 石川テレビ：日曜 9:00 - 9:30[14]
- テレビ山梨：金曜 17:20 - 17:50（1985年11月20日まで放送、約7か月遅れ）[15]
- テレビ静岡：金曜 7:30 - 8:00[16]
- 東海テレビ：日曜 9:30 - 10:00[17]
- 関西テレビ：土曜 7:30 - 8:00[18]
- テレビ新広島：日曜 10:30 - 11:00 → 木曜 16:00 - 16:30
- テレビ西日本：日曜 9:00 - 9:30[19]
- サガテレビ：金曜 16:00 - 16:30
- テレビ熊本：

## 映像ソフト化
2008年7月21日発売の「石ノ森章太郎 生誕70周年 DVD-BOX」に第1話が収録され、初のソフト化となった。

## コミカライズ
- なかよしデラックス 1984年9月-1985年4月号 しおのみいこ
- テレビランド 山田ゴロ
- おともだち 1984年11月-1985年4月号 石ノ森章太郎

## CS放送・ネット配信
CS放送
- 東映チャンネル：2005年9月 - 12月（「石ノ森章太郎劇場」枠）

ネット配信
- 東映特撮 YouTube Official：2016年9月5日 - 12月26日、2024年11月18日 - 2025年3月10日
- 東映特撮ファンクラブ